# ビール予想
ビール予想（Beal conjecture）とは、以下に示す数論の予想である。
| A, B, C, x, y, z が自然数であり、x, y, z ≥ 3 であるとき、{\displaystyle A^{x}+B^{y}=C^{z}} ならば A, B, C は共通の素因数を持つか? |

A, B, C, x, y, z が自然数であり、かつ、x, y, z ≥ 3 であるとき、
{\displaystyle A^{x}+B^{y}=C^{z},}
ならば、A, B, C は共通の素因数を持つ。
言い換えると、次のようになる。
x, y, z を3以上の自然数とするとき、方程式 {\displaystyle A^{x}+B^{y}=C^{z}} は互いに素となる自然数の解 A, B, C を持たない。
この予想は、1993年にアメリカ合衆国の銀行家でアマチュア数学者のアンドリュー・ビールが、フェルマーの最終定理の一般化の研究の過程で立てたものである。1997年以降、ビールはこの予想の証明または反例を査読付きで発表した者に対する懸賞金を提供している。懸賞金の額は何度か増額され、現在は100万ドルとなっている。
この予想は、「一般化フェルマー方程式」(generalized Fermat equation)、「モールディン予想」(Mauldin conjecture)、「タイデマン＝ザギエ予想」(Tijdeman-Zagier conjecture)と呼ばれることもある。

## 例
例を挙げると、式 {\displaystyle 3^{3}+6^{3}=3^{5}} の各項の底は公約数が 3 、{\displaystyle 7^{3}+7^{4}=14^{3}} は 7 、{\displaystyle 2^{n}+2^{n}=2^{n+1}} は 2 である。実際、この方程式は底が共通因数を持つ解を無限に多く持ち、上の3つの例の一般化を含めて、それぞれ
{\displaystyle 3^{3n}+[2(3^{n})]^{3}=3^{3n+2},\quad \quad n\geq 1;}
{\displaystyle [b(a^{n}-b^{n})^{k}]^{n}+(a^{n}-b^{n})^{kn+1}=[a(a^{n}-b^{n})^{k}]^{n},\quad \quad a>b,\quad b\geq 1,\quad k\geq 1,\quad n\geq 3;}
{\displaystyle [a(a^{n}+b^{n})^{k}]^{n}+[b(a^{n}+b^{n})^{k}]^{n}=(a^{n}+b^{n})^{kn+1},\quad \quad a\geq 1,\quad b\geq 1,\quad k\geq 1,\quad n\geq 3}
と表せる。
さらに、各解（互いに素となる底の有無にかかわらず）に対して、指数の組が同じで、互いに素でない底の組が増えていく解が無限にある。即ち、解に対して
{\displaystyle A_{1}^{x}+B_{1}^{y}=C_{1}^{z}}
であり、加えて
{\displaystyle A_{n}^{x}+B_{n}^{y}=C_{n}^{z};} {\displaystyle n\geq 2}
である。ここで、
{\displaystyle A_{n}=(A_{n-1}^{yz+1})(B_{n-1}^{yz})(C_{n-1}^{yz})}
{\displaystyle B_{n}=(A_{n-1}^{xz})(B_{n-1}^{xz+1})(C_{n-1}^{xz})}
{\displaystyle C_{n}=(A_{n-1}^{xy})(B_{n-1}^{xy})(C_{n-1}^{xy+1})}
である。
ビール予想を解くには、必ず3つの項が含まれ、その全てが3-多冪数、すなわち、全ての素因数の指数が少なくとも3である数となることが必要となる。このような互いに素となる3-多冪数を含む和は無限にあることが知られているが、それは稀である。最小の例は次の2つである。
{\displaystyle {\begin{aligned}271^{3}+2^{3}\ 3^{5}\ 73^{3}=919^{3}&=776{,}151{,}559\\3^{4}\ 29^{3}\ 89^{3}+7^{3}\ 11^{3}\ 167^{3}=2^{7}\ 5^{4}\ 353^{3}&=3{,}518{,}958{,}160{,}000\\\end{aligned}}}
ビール予想の特徴は、3つの項がそれぞれ1つの冪乗で表現できることを要求していることである。

## 他の予想との関係
フェルマーの最終定理は、自然数  A, B, C に対して、{\displaystyle A^{n}+B^{n}=C^{n}} に n > 2 の解がないことを示している。もしフェルマーの最終定理に解が存在するならば、全ての公約数を除けば、互いに素となる自然数の解 A, B, Cが存在することになる。従って、フェルマーの最終定理は、x = y = z に限定されたビール予想の特殊な場合と見ることができる。
フェルマー＝カタラン予想は、A, B, C, x, y, z が自然数であり、A, B, C が互いに素である場合、{\displaystyle {\frac {1}{x}}+{\frac {1}{y}}+{\frac {1}{z}}<1} を満足するとき、{\displaystyle A^{x}+B^{y}=C^{z}} は有限個の解しか持たないというものである。ビール予想は、「全てのフェルマー＝カタラン予想の解は、2を指数として使用する」と言い換えることができる。
ABC予想は、ビール予想の反例が高々有限個であることを意味する。

## 懸賞金
この予想を立てた銀行家のアンドリュー・ビールは、発表された証明または反例に対して懸賞金を提供している。懸賞金の額は、1997年の創設時は5千米ドルで、10年かけて5万米ドルまで引き上げた後、100万米ドルまで引き上げられた。
この懸賞金は、アメリカ数学会が信託し、AMS会長が任命するビール賞委員会(BPC)が監督している。